# Сантисимо Салваторе (Месина)
Сантисимо Салваторе је насеље у Италији у округу Месина, региону Сицилија.
Према процени из 2011. у насељу је живело 227 становника. Насеље се налази на надморској висини од 111 м.